# Елизаровская волость (Переславский уезд)
Елизаровская волость — административно-территориальная единица Переславского уезда Владимирской губернии. Волостной центр — Елизарово. Ныне территория  Переславского района Ярославской области России.

## Состав волости
По состоянию на 1905 год входили 33 населённых пункта
- Аламово
- Беклемишево
- Берсенево
- Богородское
- Боронуково
- Будовское
- Веска
- Вилино
- Внуково
- Дубровицы
- Елизарово — волостной центр
- Забелино
- Ивашково
- Ильинка
- Кабанское
- Климово
- Клины
- Конюково (Полозен.)
- Любимцево
- Насакино
- Никольское
- Никульское
- Новое
- Ониково
- Остеево
- Охотино
- Пищиково
- Рязанцево
- Сараево
- Славитино
- Соболево
- Старое Высоково
- Твердилково